# Eyller Berg
Der Eyller Berg (auch Eyllsche-Berg) ist ein ehemals 63 m, heute bis zu 77 m hoher eiszeitlicher Endmoränen-Inselberg südlich der Niederrheinischen Höhen im Kreis Wesel in Nordrhein-Westfalen. Er liegt im Süden von Kamp-Lintfort nahe der Gemeindegrenze zu Neukirchen-Vluyn und wird seit Jahrzehnten als Deponie genutzt. Die Oberflächengestalt des fast waldfreien Berges ist nahezu vollständig künstlich überformt und weiterhin in Veränderung begriffen.
Nordwestlich des Bergs liegen die ehemalige Wasserburg Haus Eyll und die denkmalgeschützte Pfarrkirche Eyll. Nordöstlich des Bergs, im Bereich der unvollendet gebliebenen Bahntrasse Geldern–Sevelen–Utfort, liegt die Motocross-Rennbahn „Eyller Berg“. Die 1950 eingeweihte Traditionsanlage liegt in einem Landschaftsschutzgebiet und darf daher nur an zwei Terminen pro Jahr befahren werden: während des Internationalen ADAC-Motocross-Rennens am 1. Mai und zu Trainingstagen im Oktober.

## Nutzung

### Abbau
Anfang des 20. Jahrhunderts wurde der Berg zuerst als Kiesgrube genutzt. Die abgebauten Tone, Sande und Kiese dienten größtenteils als Bau- und Verfüllmaterial für das benachbarte Steinkohlen-Bergwerk Friedrich Heinrich. Auch beim Bau der einige Kilometer südlich verlaufenden Bundesautobahn 40 wurde Material vom Eyller Berg verwendet. Durch die Abgrabungen wurden zwei ehemals auf dem Berg vorhandene und unter Kulturdenkmalschutz stehende Hügelgräber zerstört.

### Deponie
Nach dem Zweiten Weltkrieg – über mehrere Jahrzehnte hinweg und in verschiedene Deponieabschnitte unterteilt – wurden die aufgelassenen Grubenbereiche wieder verfüllt und der Berg neu aufgeschüttet. Dies geschah vor allem mit Hausmüll, Sperrmüll und Bauschutt der Stadt Kamp-Lintfort (städtische Mülldeponie von 1960 bis 1975) sowie mit Bergematerial (Waschberge, Schlämme) und Kokerei-Abbruchschutt der benachbarten Zeche Friedrich Heinrich (RAG-Deponiebetrieb von 1960 bis 1990). Des Weiteren wurden am Eyller Berg auch Fäkalschlämme der LINEG abgelagert (Betrieb von den 1960ern bis 1982).
Ab den 1970er Jahren wurde der südöstliche Bereich des Bergs nach und nach zu einer privatwirtschaftlich von der Ossendot-Gruppe betriebenen Sondermülldeponie der Deponieklasse III umgewandelt. Unter anderem lagern auf dem Eyller Berg große Teile der schwermetallhaltigen Galvanikschlämme aus ganz NRW. Seit 1993 ist diese Deponie im Eigentum der Eyller-Berg Abfallbeseitigungsgesellschaft mbH (EBA), einem Ossendot-Tochterunternehmen.
Um die Rechtmäßigkeit des Betriebs der EBA-Deponie gab und gibt es mehrere juristische Streitigkeiten und politische Auseinandersetzungen. Dabei geht es unter anderem um Betriebsgenehmigungen und deren Auslegung, um immissionsschutz- und abfallrechtliche Vorgaben und Anträge, einzuhaltende Deponiehöhen bzw. erlaubte Deponievolumina, Rekultivierungsauflagen, Austragungen von Umweltgiften und gesundheitsschädlichen Stoffen sowie um Zuständigkeiten und Versäumnisse von Aufsichtsbehörden.
1999 stellte die Arge EBA/Ossendot Umweltschutz GmbH bei der Bezirksregierung Düsseldorf einen Genehmigungsantrag zur Errichtung einer zusätzlichen chemisch-physikalischen Abfallbehandlungsanlage (CPB-Anlage) auf dem Deponiegelände. Dieser Antrag wurde anschließend erst ausgesetzt und dann mehrfach überarbeitet. Zehn Jahre später wurde er einer breiteren Öffentlichkeit bekannt, nachdem der Bund für Umwelt und Naturschutz Deutschland (BUND) im April 2009 eine kritische Stellungnahme zum Verfahren und dann einen Brandbrief an das Umweltministerium NRW verfasst hatte. Der BUND NRW thematisierte darin auf die geplante CPB-Anlage, mit dem Betrieb einhergehende Schadstoffbelastungen und die seines Erachtens fehlende Genehmigungsfähigkeit. 
Im Juni 2009 berichtete erstmals die örtliche Neue Rhein Zeitung über die CPB-Pläne. Im Folgenden gründete sich der Verein Bürgerinitiative Giftmülldeponie Eyller Berg Neukirchen-Vluyn/Kamp-Lintfort, der sich gemeinsam mit weiteren Gruppen seither für die Schließung der Deponie einsetzt. 
Die Genehmigung für die CPB-Anlage soll im November 2012 erfolgen.
2012 berichteten mehrere Fernsehsendungen über die Deponieproblematik am Eyller Berg, unter anderem Frontal21, ZDFinfo und die WDR-Lokalzeit,. 